# Sophie Spitz
Sophie Spitz (Nashville, 4 de febrero de 1910-Nueva York, 10 de agosto de 1956) fue una médica estadounidense que describió el nevus de Spitz en 1948.

## Biografía
Nacida en Nashville (Tennessee) el 4 de febrero de 1910, estudió en la Universidad Vanderbilt y en la Escuela de Medicina de dicha institución, en la que se graduó en 1932. Trabajó como residente en el New York Infirmary for Women and Children, junto con la patóloga Elise L'Esperance, y, desde 1941, en el Memorial Hospital for Cancer and Allied Disease. Fue una de las defensoras de la prueba de Papanicolaou cuando la mayor parte de la comunidad científica se oponía al trabajo de George Papanicolaou. Durante la Segunda Guerra Mundial vivió brevemente en Washington D. C. para trabajar en el Instituto de Patología del Ejército con su marido Arthur Allen, aunque volvió a Nueva York acabada la guerra. Fue coautura, junto con el coronel James E. Ash, del atlas Pathology of Tropical Diseases.
Describió por primera vez el nevus de Spitz, al que llamó «melanoma de la infancia», en un estudio de 1948 publicado en el American Journal of Pathology. Spitz ya advirtió que las características citológicas de la lesión eran similares a las del melanoma, a pesar de que fuera benigna. Enferma de poliposis familiar, falleció a causa de un cáncer de colon en el Memorial Hospital de Nueva York el 10 de agosto de 1956.